# Meteoriti (singolo)
Meteoriti è un singolo del cantautore italiano Mr. Rain, pubblicato il 12 febbraio 2021 come quinto estratto dal terzo album in studio Petrichor.

## Descrizione
Il brano è scritto e prodotto dallo stesso cantautore, che ha scritto i testi con Lorenzo Vizzini e Mario Apuzzo.

## Video musicale
Il video musicale, diretto da Enea Colombi, è stato pubblicato il 6 aprile 2021 attraverso il canale YouTube del cantautore.

## Tracce
Testi e musiche di Mattia Balardi, Lorenzo Vizzini, Mario Apuzzo.
1. Meteoriti – 3:08

## Classifiche
| Classifica (2021) | Posizione massima |
| ----------------- | ----------------- |
| Italia            | 46                |